# Ministerio de Obras Públicas y Transporte de El Salvador
El Ministerio de Obras Públicas y de Transporte de El Salvador es una institución estatal que opera principalmente en el sector de infraestructura vial creado bajo decreto legislativo en 1917 bajo el nombre de "Ministerio de Fomento y Obras Públicas".
En la actualidad el Ministerio de Obras Públicas, cuenta con dos Viceministerios: de Transporte, que tiene como trabajo principal la reglamentación del tráfico, así como de los transportes aéreos, terrestre y marítimos, además de la división de Obras Públicas, que es el encargado, según su organigrama institucional, de dirigir la planificación, construcción y mantenimiento de la infraestructura vial del país.

## Historia
Antes del ministerio, las obras públicas estaban a cargo de la cartera de fomento del gobierno.
En el 18 de abril de 1891 el presidente Carlos Ezeta fundó la Oficina de Ingenieros, agregada al Ministerio de Fomento. En su primer año de existencia los miembros de esta oficina hicieron varios trabajos incluyendo aquellos relacionados con inspección, conservación, revisión y construcción de líneas férreas, el trazo de planos del parque de Cojutepeque y el nuevo cuartel en San Salvador, trabajos relacionados con obras de cañería, divisiones jurisdiccionales de varios municipios al igual que la medida de terrenos baldíos y trabajos notables como el proyecto de desagüe del Lago de Ilopango y la solicitación a Francia y Bélgica de contratistas para el nuevo Hospital de San Salvador.
En el 5 de abril de 1893, la Asamblea Nacional emitió una Ley de Caminos, Calzadas y Puentes Públicos; fue sancionada por el presidente Carlos Ezeta el mismo día. Esta ley puso la suprema dirección de los caminos, calzadas y puentes públicos en manos del gobierno por medio del Ministerio de Gobernación; la dirección administrativa se puso en la responsabilidad de los Gobernadores Departamentales. Creó las plazas de Ingenieros, Inspectores de Caminos, Sobrestantes, Jefes Camineros y Peones Camineros para la dirección y ejecución de las obras. También estableció estándares para los caminos y reglamentó las matrículas de vehículos y dividió los caminos en categorías de "nacionales" y "municipales o vecinales".
En el 24 de abril de 1897, la Asamblea Nacional emitió un decreto que hizo disposiciones relacionadas con los caminos del país, derogó la previa Ley de Caminos, Calzadas y Puentes Públicos y le dio al poder ejecutivo facultades para la organización y reglamentación del ramo. El decreto fue sancionado por el presidente Rafael Antonio Gutiérrez en el 15 de mayo. Un mes más tarde, el gobierno emitió en el 10 de junio un nuevo Reglamento de Caminos, Calzadas y Puentes Públicos.
En el 11 de diciembre de 1897 el gobierno de Gutiérrez acordó reasumir el cargo de Subsecretario de Fomento en la Subsecretaría de Hacienda, Crédito Público y Justicia.
Por decreto ejecutivo del 29 de agosto de 1902, durante la presidencia de Tomás Regalado, se creó una Oficina de Ingenieros Oficiales, anexa a la Cartera de Fomento, compuesta de tres ingenieros. En el 3 de julio de 1905 se decretó un nuevo reglamento para la Oficina de Ingenieros Oficiales. Con este se aumentó el número de empleados a 8 más los empleados necesarios conforme al presupuesto, también se le correspondió la Dirección General de Obras Públicas a la Oficina.  En 1912 fue contratado para jefear la dirección técnica de Obras Públicas el arquitecto español Ignacio Brugueras Llobet.
El 26 de diciembre de 1929, en el Salón de Consejo de Ingenieros de la Dirección General de Obras Públicas de dicho Ministerio, se fundó la Sociedad de Ingenieros de El Salvador, eligiendo a la siguiente Junta Directiva, Presidente Ing. Jacinto Castellanos P., Secretario Ing. Francisco Bertran Galindo con también funciones de manejo de fondos en caso necesario. En su primera acta igualmente se consigna que los promotores para la fundación de dicha Sociedad Gremial fueron los ingenieros: Pedro S. Fonseca, José María Pérez, José Alcaine h. y Félix De Jesús Osegueda. Dicha sociedad es reconocida como la precedente de la actual Asociación Salvadoreña de Ingenieros y Arquitectos (ASIA por sus siglas).
En el 9 de diciembre de 1947, la Asamblea Nacional Legislativa emitió el decreto número 278 que creó el Ministerio de Fomento y Obras Públicas; la ya existente Subsecretaría de Fomento pasó a denominarse Subsecretaría de Fomento y Obras Públicas; el decreto fue ratificado por el presidente Salvador Castaneda Castro en el 10 de diciembre. El presidente fue encargado de determinar "los negocios públicos de su competencia," y mientras se organizaba el Ministerio continuó el despacho de sus asuntos la Subsecretaría de Fomento.
En el 9 de junio de 1953 se emitió el decreto legislativo número 1059 que sustituyó la denominación de Ministerio de Fomento y Obras Públicas por la de Ministerio de Obras Públicas; el decreto fue ratificado por el presidente Oscar Osorio en el 15 de junio.
Desde el 1 de junio de 2019 la dirección de vivienda del Ministerio de Obras Públicas fue extraída de dicha institución para ser una de las tres entidades que dio paso a la conformación del nuevo Ministerio de Vivienda y Desarrollo Urbano que se creó durante la administración del Presidente de la República, Nayib Bukele.

## Fovial
En el gobierno del expresidente Francisco Flores se creó el Fondo de Conservación Vial (FOVIAL), que tiene como objetivo preservar en forma continua y sostenida el buen estado de las vías terrestres de comunicación, de modo que se garantice un servicio óptimo al usuario.
Fovial atiende la red vial de carreteras en 4033.25 km de vías pavimentadas y 2394.76 km de vías no pavimentadas a nivel nacional, haciendo un total de 6429.01 km. El valor de la contribución de la conservación vial establecida en dicha ley es de veinte centavos de dólar ($ 0.20) por galón de combustible.